# Machimus truncatus
Machimus truncatus là một loài ruồi trong họ Asilidae. Machimus truncatus được Oldroyd miêu tả năm 1972. Loài này phân bố ở miền Ấn Độ - Mã Lai.